# ننه نهاگا بیسولی
ننه نهاگا بیسولی (انگلیسی: Nenè Nhaga Bissoli؛ زادهٔ ۱۰ اکتبر ۱۹۸۷) بازیکن فوتبال اهل گینه بیسائو است.
وی همچنین در تیم ملی فوتبال زنان ایتالیا بازی کرده‌است.